# Зарудка зелена
Зару́дка Зеле́на — ботанічний заказник загальнодержавного значення в Україні. Об'єкт природно-заповідного фонду Хмельницької області. 
Розташований у межах Дунаєвецького району Хмельницької області, біля села Рачинці. 
Площа 244 га. Статус присвоєно згідно з рішенням указом президента України № 715/96 від 20.08.1996 року. Перебуває у віданні ДП «Кам'янець-Подільський лісгосп» (Дунаєвецьке л-во, кв. 58, 59). 
Статус присвоєно для збереження цінного лівого масиву, розташованого при річці Студениці. У деревостані переважають насадження дуба. Характерні також насадження з переважанням ясена звичайного та клена польового. У трав'яному ярусі зростають ефемероїди - анемона дібровна, анемона жовтецева, рівноплідник рутвицелистий, рясти ущільнений і порожнистий, зубниці залозиста й бульбиста,
зірочки жовті та малі.
Місце зростання унікальних насаджень реліктового дерева — береки, а також інших рідкісних рослин.